# Canon EOS-1D C
Canon EOS-1D C – cyfrowa lustrzanka jednoobiektywowa wyprodukowana przez japońską firmę Canon w systemie EOS, przeznaczona dla branży telewizyjnej, filmowej i do produkcji materiałów o wysokiej rozdzielczości.Canon EOS-1D C Jest wyposażona w matrycę CMOS (18,1 megapikseli). Premierę aparatu, wywodzącego się z modelu EOS-1D X, zapowiedziano 12 kwietnia 2012 roku. W sprzedaży od grudnia 2012.
Aparat zapewnia wysoką jakość wideo oraz dobre rezultaty w słabym świetle. Posiada zakres dynamiczny dorównujący błonie filmowej, a także obsługuje rejestrowanie obrazu wideo o rozdzielczości 4K (4096x2160) z samplingiem kolorów 4:2:2.
Wideo 4K jest nagrywane z wykorzystaniem 8-bitowej kompresji Motion JPEG przy 24 klatkach na sekundę (w trybie progresywnym), a wideo Full HD (1920×1080) można rejestrować w formacie 1080/60p. Aparat obsługuje wewnętrzne nagrywanie na kartach CF we wszystkich rozdzielczościach do 4K. Wideo może być przesyłane do zewnętrznych nagrywarek za pośrednictwem zintegrowanego złącza HDMI przy użyciu nieskompresowanego sygnału YCbCr 4:2:2.
EOS-1D C oferuje logarytmiczną korekcję gamma (Canon Log Gamma), która ułatwia rejestrowanie wideo wysokiej jakości o dużej tolerancji ekspozycji i zakresie dynamicznym.

## Właściwości
- filmy 4K przy 24 klatkach na sekundę
- rozdzielczość 1080p przy 50/60 klatkach na sekundę; Canon Log Gamma,
- nieskompresowane wyjście HDMI,
- pełnoklatkowa matryca CMOS 18 mpix,
- do 12 zdjęć na sekundę; tryb 14 klatek na sekundę,
- 61-punktowy system AF,
- zakres ISO: 100–25600,
- dwa procesory DIGIC 5+,
- ekran LCD Clear View II 8,1 cm (3,2"),
- zgodność z obiektywami EF.[5]

## Ulepszenia w porównaniu z modelem Canon EOS-1D X
- możliwość rejestracji wideo w rozdzielczości 4K
- maksymalny czas nagrywania 120 minut
- całkowita ochrona przed kurzem (IP6x) i wodoszczelność aż do 1m (IPx7)
- wejście na mikrofon pozwala na połączenie z zewnętrznymi skomplikowanymi lub wyspecjalizowanymi mikrofonami
- 10x szybsza synchronizacja błysku lampy[5]